# Peter Kobelt
Peter Kobelt (* 17. November 1990 in Cincinnati, Ohio) ist ein US-amerikanischer Tennisspieler.

## Karriere
Peter Kobelt spielt hauptsächlich auf der ATP Challenger Tour und der ITF Future Tour. Er feierte bislang acht Doppelsiege auf der Future Tour. Im Doppel erfolgte bei den US Open der erste Auftritt auf World-Tour-Niveau. Hierbei bildete Kobelt ein Doppelpaar mit Hunter Reese. Sie verloren ihre Erstrundenpartie gegen Michaël Llodra und Nicolas Mahut klar in zwei Sätzen.